# Nidderau (stacja kolejowa)
Nidderau (niem: Bahnhof Nidderau) – stacja kolejowa w Nidderau, w regionie Hesja, w Niemczech. Znajduje się na linii Friedberg – Hanau i Niddertalbahn.
Według klasyfikacji Deutsche Bahn posiada kategorię 5.

## Historia
Stacja została otwarta w dniu 1 grudnia 1879 roku pod nazwą Heldenbergen-Windecken jako punkt końcowy pierwszego odcinka linii kolejowej Friedberg-Hanau (Hanau-Heldenbergen-Windecken; dziś: Nidderau). Drugi odcinek z Friedberg otwarto następnie w dniu 15 września (dla ruchu towarowego) i 15 października 1881 (dla ruchu pasażerskiego). Budowniczym i właścicielem linii były Preußischen Staatseisenbahnen.
W dniu 1 października 1905 roku otwarto Niddertalbahn na odcinku Heldenbergen-Windecken (obecnie Nidderau) do Stockheim. Właścicielem i zarządcą tej linii było Preußisch-Hessische Eisenbahngemeinschaft. Heldenbergen-Windecken stał się węzłem kolejowy dla Wetterau.
Od 04 maja 2008, ponownie istnieje ruch weekendowy na Niddertalbahn. Perony stacji Nidderau zostały odbudowane, choć początkowo tylko na linii Niddertalbahn, które poszerzono i zwiększone do wysokości wyjściowej wagonów piętrowych czyli 76 centymetrów. Perony na trasy Friedberg-Hanau zostały odnowione w 2010 roku.

## Dworzec
Obecny budynek dworca jest chroniony jako zabytek kultury Hesji.

## Linie kolejowe
- Friedberg – Hanau
- Niddertalbahn